# Raveniola zaitzevi
Raveniola zaitzevi is een spinnensoort in de taxonomische indeling van de bruine klapdeurspinnen (Nemesiidae).
Raveniola zaitzevi werd in 1948 beschreven door Charitonov.